# Zenarchopterus dunckeri
Zenarchopterus dunckeri is een straalvinnige vissensoort uit de familie van de halfsnavelbekken (Hemiramphidae). De wetenschappelijke naam van de soort is voor het eerst geldig gepubliceerd in 1926 door Mohr.